# Isola Čečen'
L'isola Čečen' (in russo: остров Чечень) è la maggiore di un gruppo di isole che costituisce l'arcipelago Čečen' ed è situata nel mar Caspio, in Russia. Amministrativamente, appartiene al territorio della città di Machačkala, capitale del Daghestan, nel Circondario federale del Caucaso Settentrionale.

## Geografia
Le isole si trovano all'estremità settentrionale della penisola di Agrachan (Аграханский полуостров), a sud-est del golfo di Kizljar e a sud dell'isola Tjulenij. È un gruppo di isole basse e sabbiose, che spesso cambiano la loro forma a seconda del livello del mar Caspio. Čečen' ha una lunghezza di 15 km, e una larghezza di 10 km per una superficie di circa 55 km². Nella parte ovest dell'isola si trova l'insediamento di Ostrov Čečen'.

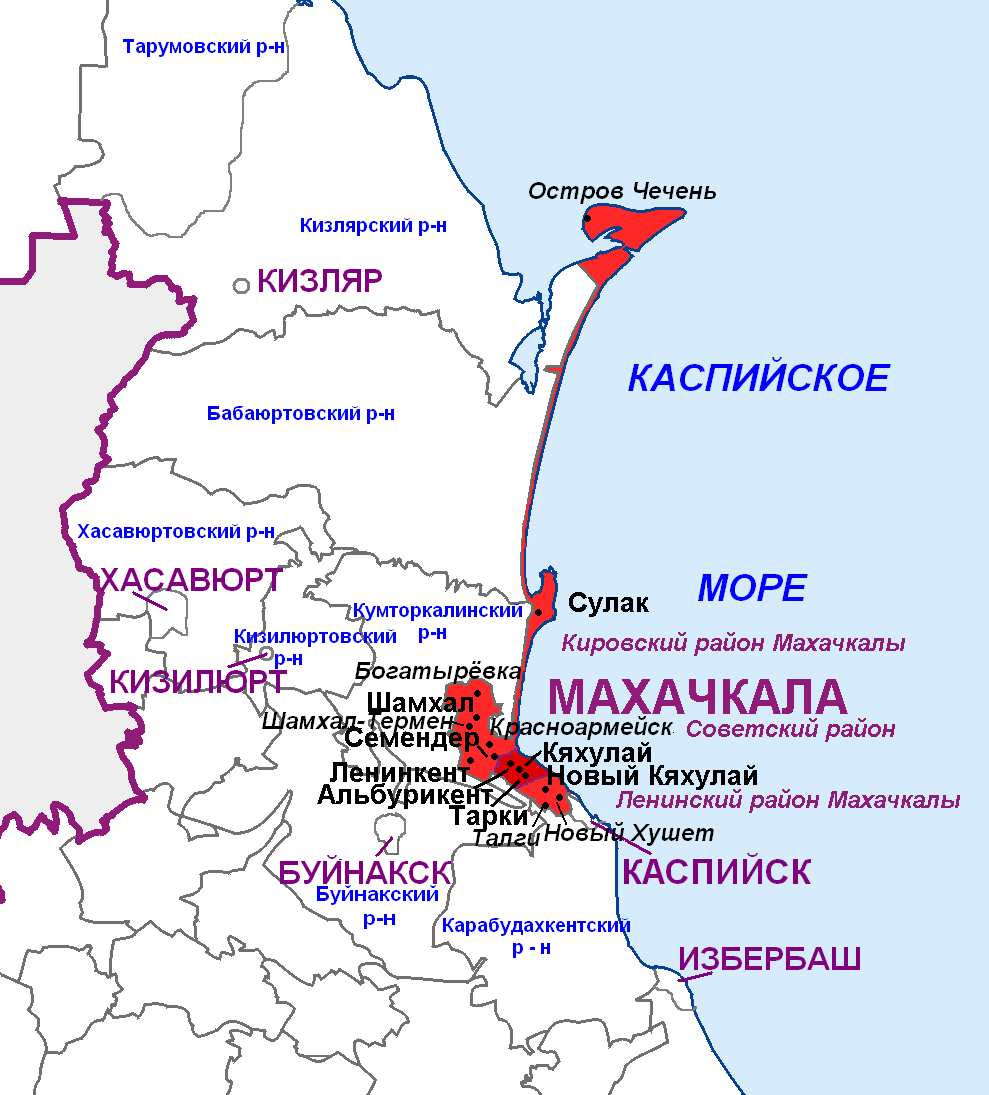
Il Kirovskij rajon (in rosso) che comprende l'isola Čečen'

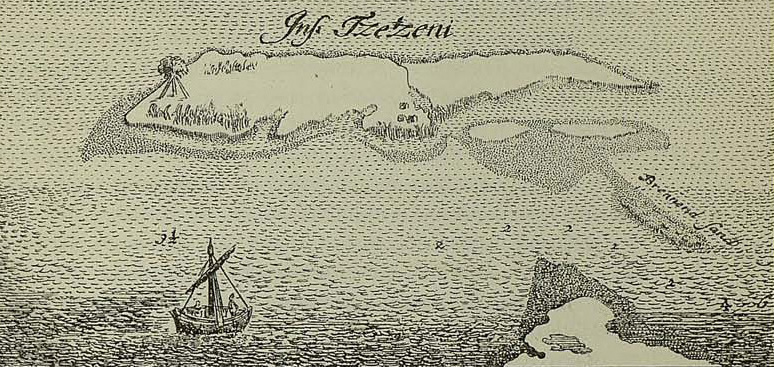

### Isole adiacenti
- Isole Prygunki (острова Прыгунки), gruppo di isole a est di Čečen', divise fra loro da stretti canali 43°58′54″N 47°50′49″E.

A sud-ovest, al di là dello stretto Čečenskim Prochod (пролив Чеченским Проход), tre isole, divise da stretti canali, si trovano sulla punta della penisola di Agrachan:
- Isola Pičužonok (остров Пичужонок).
- Isola Bazar (остров Базар).
- Isola Jaičnyj (остров Яичный).

### Flora e fauna
La vegetazione dell'isola è prettamente erbacea o palustre. È comune il trifoglio del Caspio, il trifoglio giallo, la gramigna siberiana, la gramigna rossa, il Convolvulus persicus e a volte si vedono cespugli di tamerici.
È presente una grande varietà di uccelli migratori, molti gabbiani e cormorani; rettili e anfibi.  Ci sono volpi e, negli inverni rigidi, arrivano sul ghiaccio piccole mandrie di Saiga tatarica.

## Storia
Su di una mappa italiana disegnata intorno al 1500, stampata da E. P. Goldschmidt, l'isola appariva con il nome di Sicamatela. I primi scritti sull'isola sono probabilmente del 1604, quando G. Tektandera parla di un'isola, ricoperta di canne a otto miglia dal Terek. Un altro riferimento è del mercante russo Fedota Kotova nel suo viaggio verso la Persia (1623).
Una mappa del Daghestan che illustra la costa del mar Caspio nel XVIII secolo, quando il livello del mare era inferiore di circa meno 25 metri, mostra l'isola Čečen' come una piccola falce e la penisola Agrachan divisa in due parti.
In epoca sovietica l'isola era un kolchoz di pesca.
Nel 1965, sull'isola sono stati fatti i test dell'ekranoplano.